# Freistadti járás
A Freistadti járás Ausztriában, Felső-Ausztria tartományban található. Freistadti járás Gmündi, Zwettli, Pergi és Urfahrkörnyéki járásokkal határos. Lakosainak száma 67 163 fő (2022. január 1.).

## A járáshoz tartozó települések
- Bad Zell
- Freistadt
- Grünbach
- Gutau
- Hagenberg im Mühlkreis
- Hirschbach im Mühlkreis
- Kaltenberg
- Kefermarkt
- Königswiesen
- Lasberg
- Leopoldschlag
- Liebenau
- Neumarkt im Mühlkreis
- Pierbach
- Pregarten
- Rainbach im Mühlkreis
- Sandl
- Sankt Leonhard bei Freistadt
- Sankt Oswald bei Freistadt
- Schönau im Mühlkreis
- Tragwein
- Unterweißenbach
- Unterweitersdorf
- Waldburg
- Wartberg ob der Aist
- Weitersfelden
- Windhaag bei Freistadt